# Daron Cruickshank
Daron Jae Cruickshank é um lutador de MMA americano, competidor no Peso Leve do Ultimate Fighting Championship. Cruickshank participou do The Ultimate Fighter: Live.

## Carreira no MMA

### Começo da carreira
Cruickshank fez sua estreia amadora em agosto de 2008 e derrotou Tom Grisham por nocaute no XCC 11: Duel in Downriver 2. Ele nocauteou o adversário no primeiro round e acabou com sua carreira amadora, tornando-se assim um profissional.

### King of the Cage
Na estreia profissional de Cruickshank ele enfrentou Ricky Stettner no KOTC: Strike Point e venceu por Nocaute no primeiro round.
Cruickshank enfrentou Bobby Green no KOTC: Imminent Danger pelo Título Meio Médio Júnior e perdeu por Finalização no segundo round.

### Bellator Fighting Championships
Em 12 de julho de 2011, foi anunciado que Cruickshank assinou um contrato com o Bellator Fighting Championships para lutar no cartaz de 23 de julho do Summer Series. Ele era esperado para enfrentar o Lituâno Sergej Juskevic, porém a luta foi cancelada em cima da hora.

### The Ultimate Fighter
Cruickshank competiu no The Ultimate Fighter: Live no começo de março de 2012. Na luta eliminatória, ele derrotou Drew Dober por decisão unânime para entrar na casa do TUF. Cruickshank foi o terceiro escolhido (sexto ao total) de Urijah Faber e fez parte do seu time. Na primeira luta, Cruickshank enfrentou James Vick da Equipe Cruz. Apesar de controlar boa parte do primeiro round, Cruickshank foi nocauteado com uma joelhada após uma tentativa de derrubada.

### Ultimate Fighting Championship
Cruickshank enfrentou o também membro da casa Chris Tickle em 1 de junho de 2012 no The Ultimate Fighter 15 Finale. Ele venceu a luta por decisão unânime.
Cruickshank era esperado para enfrentar Henry Martinez em 1 de setembro de 2012 no UFC 151. Porém, após o UFC 151 ser cancelado, Cruickshank/Martinez foi remarcada para 8 de dezembro de 2012 no UFC on Fox: Henderson vs. Diaz. Ele venceu a luta por nocaute com um chute na cabeça de Martinez.
Cruickshank enfrentou John Makdessi em 16 de março de 2013 no UFC 158. Cruickshank perdeu por decisão unânime.
Cruickshak substituiu Spencer Fisher em 27 de julho de 2013 no UFC on Fox: Johnson vs. Moraga contra Yves Edwards e venceu por decisão dividida em uma luta muito fechada.
Cruickshak enfrentou o brasileiro estreante no UFC Adriano Martins em 9 de novembro de 2013 no UFC Fight Night: Belfort vs. Henderson II. Cruickshank perdeu por finalização no primeiro round.
Cruickshank enfrentou seu companheiro de TUF Mike Rio em 25 de janeiro de 2014 no UFC on Fox: Henderson vs. Thomson. Cruickhank venceu por nocaute técnico no segundo round em uma boa performance.
Cruickshank derrotou Erik Koch em 10 de maio de 2014 no UFC Fight Night: Brown vs. Silva por nocaute técnico no primeiro round após acertar um chute na cabeça e prosseguir com golpes do ground-and-pound.
Cruickshank enfrentou Jorge Masvidal em 26 de julho de 2014 no UFC on Fox: Lawler vs. Brown. Ele foi derrotado por decisão unânime.
Ele enfrentou Anthony Njokuani em 4 de outubro de 2014 no UFC Fight Night: MacDonald vs. Saffiedine. Ele venceu a luta por decisão unânime.
Cruickshank enfrentou K.J. Noons em 12 de dezembro de 2014 no The Ultimate Fighter: A Champion Will Be Crowned Finale. Na luta, ele sofreu uma dedada no olho, e após isso foi incapaz de continuar na luta, o árbitro então interrompeu a luta e declarou sem resultado.
Cruickshank enfrentou o iraniano Beneil Dariush em 14 de março de 2015 no UFC 185. Ele foi derrotado por finalização no segundo round.
Ele enfrentou James Krause em 25 de julho de 2015 no UFC on Fox: Dillashaw vs. Barão II e foi derrotado por finalização ainda no primeiro round.
Cruickshank enfrentou Paul Felder em 17 de janeiro de 2016 no UFC Fight Night: Dillashaw vs. Cruz. Ele novamente foi derrotado por finalização, com um mata leão no terceiro round.

## Cartel no MMA
| Cartel no MMA   |             |            |
| 27 lutas        | 18 vitórias | 8 derrotas |
| Por nocaute     | 10          | 1          |
| Por finalização | 2           | 5          |
| Por decisão     | 6           | 2          |
| No contest      | 1           | 1          |

| Res.    | Cartel   | Oponente         | Método                            | Evento                                    | Data       | Round | Tempo | Local                      | Notas                                             |
| ------- | -------- | ---------------- | --------------------------------- | ----------------------------------------- | ---------- | ----- | ----- | -------------------------- | ------------------------------------------------- |
| Vitoria | 18-8-(1) | Andy Souwer      | Finalização (Mata-Leão)           | Rizin World Grand-Prix 2016: 1st Round    | 25/09/2016 | 1     | 4:10  | Saitama                    |                                                   |
| Vitória | 17-8-(1) | Shinji Sasaki    | TKO (Tiro de Meta)                | Rizin Fighting Federation 1               | 04/04/2016 | 1     | 4:36  | Nagoya                     |                                                   |
| Derrota | 16-8 (1) | Paul Felder      | Finalização (mata leão)           | UFC Fight Night: Dillashaw vs. Cruz       | 17/01/2016 | 3     | 3:56  | Boston, Massachusetts      |                                                   |
| Derrota | 16-7 (1) | James Krause     | Finalização (mata leão)           | UFC on Fox: Dillashaw vs. Barão II        | 25/07/2015 | 1     | 1:27  | Chicago, Illinois          |                                                   |
| Derrota | 16-6 (1) | Beneil Dariush   | Finalização (mata leão)           | UFC 185: Pettis vs. dos Anjos             | 14/03/2015 | 2     | 2:48  | Dallas, Texas              |                                                   |
| NC      | 16-5 (1) | K.J. Noons       | NC (dedada acidental)             | The Ultimate Fighter 20 Finale            | 12/12/2014 | 2     | 0:25  | Las Vegas, Nevada          |                                                   |
| Vitória | 16-5     | Anthony Njokuani | Decisão (unânime)                 | UFC Fight Night: MacDonald vs. Saffiedine | 04/10/2014 | 3     | 5:00  | Halifax, Nova Scotia       |                                                   |
| Derrota | 15-5     | Jorge Masvidal   | Decisão (unânime)                 | UFC on Fox: Lawler vs. Brown              | 26/07/2014 | 3     | 5:00  | San Jose, California       |                                                   |
| Vitória | 15-4     | Erik Koch        | TKO (golpes)                      | UFC Fight Night: Brown vs. Silva          | 10/05/2014 | 1     | 3:21  | Cincinnati, Ohio           |                                                   |
| Vitória | 14-4     | Mike Rio         | TKO (chute rodado e socos)        | UFC on Fox: Henderson vs. Thomson         | 25/01/2014 | 2     | 4:56  | Chicago, Illinois          |                                                   |
| Derrota | 13-4     | Adriano Martins  | Finalização (kimura)              | UFC Fight Night: Belfort vs. Henderson II | 09/11/2013 | 2     | 2:49  | Goiânia, Goiás             |                                                   |
| Vitória | 13-3     | Yves Edwards     | Decisão (dividida)                | UFC on Fox: Johnson vs. Moraga            | 27/07/2013 | 3     | 5:00  | Seattle, Washington        |                                                   |
| Derrota | 12-3     | John Makdessi    | Decisão (unânime)                 | UFC 158: St. Pierre vs. Diaz              | 16/03/2013 | 3     | 5:00  | Montreal, Quebec           |                                                   |
| Vitória | 12–2     | Henry Martinez   | Nocaute (chute na cabeça)         | UFC on Fox: Henderson vs. Diaz            | 08/12/2012 | 2     | 2:57  | Seattle, Washington        | Peso Casado (158 lb), Martinez não bateu o peso   |
| Vitória | 11–2     | Chris Tickle     | Decisão (unânime)                 | The Ultimate Fighter 15 Finale            | 01/06/2012 | 3     | 5:00  | Las Vegas, Nevada          | Estreia no UFC                                    |
| Vitória | 10–2     | Jesse Gross      | TKO (socos & cotoveladas)         | Score Fighting Series 3                   | 03/12/2011 | 1     | 1:39  | Sarnia, Ontário            |                                                   |
| Vitória | 9–2      | Mike Ricci       | Decisão (unânime)                 | Ringside MMA 12                           | 21/10/2011 | 5     | 5:00  | Montreal, Quebec           | Cruickshank ganhou o Título Peso Leve do Ringside |
| Vitória | 8–2      | Brad Cardinal    | TKO (socos)                       | Slammer in the Hammer                     | 17/06/2011 | 1     | 4:35  | Hamilton, Ontário          |                                                   |
| Vitória | 7–2      | Tiawan Howard    | Decisão (dividida)                | BUCB - Stars and Stripes                  | 09/04/2011 | 3     | 5:00  | Parma, Ohio                |                                                   |
| Derrota | 6–2      | Luis Palomino    | Nocaute (chute na cabeça e socos) | G-Force Fights - Bad Blood 5              | 26/02/2011 | 1     | 3:52  | Grand Rapids, Michigan     |                                                   |
| Vitória | 6–1      | Anthony Smith    | TKO (socos)                       | King of the Cage - Civil War II           | 11/09/2010 | 1     | 1:52  | Royal Oak, Michigan        |                                                   |
| Derrota | 5–1      | Bobby Green      | Finalização (guilhotina)          | King of the Cage - Imminent Danger        | 13/08/2010 | 2     | 2:39  | Mescalero, New Mexico      | Pelo Título Peso Meio Médio Júnior do KOTC        |
| Vitória | 5–0      | Jason Holmes     | Decisão (dividida)                | King of the Cage - Bad Boys 2             | 16/04/2010 | 3     | 5:00  | Detroit, Michigan          |                                                   |
| Vitória | 4–0      | Raul Mandez      | Nocaute (socos)                   | King of the Cage - Uppercut               | 13/03/2010 | 1     | 2:19  | Laughlin, Nevada           |                                                   |
| Vitória | 3–0      | Dominic Deshazor | TKO (socos)                       | XCC - Beatdown at the Ballroom 9          | 06/03/2010 | 1     | 1:25  | Mount Clemens, Michigan    |                                                   |
| Vitória | 2–0      | Brett Biederman  | Finalização (mata leão)           | XCC - Rumble in Royal Oak 5               | 16/01/2010 | 2     | 2:58  | Michigan                   |                                                   |
| Vitória | 1–0      | Ricky Stettner   | Nocaute (soco rodado)             | King of the Cage - Strike Point           | 10/10/2009 | 1     | 2:23  | Lac du Flambeau, Wisconsin |                                                   |